# John D. Rockefeller
John Davison Rockefeller (ur. 8 lipca 1839 w Richford w stanie Nowy Jork, zm. 23 maja 1937 w Ormond Beach w stanie Floryda) – amerykański przedsiębiorca, filantrop i fundator Uniwersytetu Chicagowskiego. Obecnie uważany za najbogatszego człowieka w historii, który w ciągu całego swojego życia zgromadził majątek o wartości 660 mld dolarów (według przelicznika z 2007). Jego majątek odziedziczył jedyny syn John D. Rockefeller Jr., a następnie wnuki: John D. Rockefeller 3rd., Nelson, Laurance, Winthrop, David i ich najstarsza siostra Abby.
W 1870 John D. Rockefeller, William Rockefeller, Henry Flagler, Jabez A. Bostwick, chemik Samuel Andrews oraz nieoficjalnie Stephen V. Harkness założyli spółkę naftową w Cleveland, Ohio znaną jako Standard Oil Company.
Charakterystyczną polityką przedsiębiorstwa była koncentracja pionowa, umożliwiająca obniżanie kosztów przerobu ropy poprzez skupowanie jej wprost od producentów, tworzenie własnych magazynów i wykupowanie węzłów przesyłowych (koleje, rurociągi). J. D. Rockefeller starał się doskonalić każdy aspekt prowadzonej działalności. Czasem dołączał do brygady robotników, dla lepszego zrozumienia ich pracy. Znana jest historia, gdy Rockefeller prowadził inspekcję w jednym z zakładów, gdzie rozlewano naftę do blaszanych kanistrów. Od jednego z pracowników dowiedział się, że do zalutowania kanistra używa się 40 kropel cyny. Kazał więc spróbować z 38 kroplami – pojawiały się wycieki. W tej sytuacji zdecydował o użyciu 39 kropel cyny – okazało się, że tyle wystarczyło. Od tej pory owe 39 kropel stało się normą w zakładach Standard Oil. Sam pomysłodawca zagadnięty po latach stwierdzał z uśmiechem: Zaoszczędziliśmy fortunę, naprawdę fortunę.
Rockefeller płacił swoim pracownikom więcej niż konkurencja oraz nagradzał pomysły ulepszające prowadzenie przedsiębiorstwa, przez co firma nie doświadczała fali strajków powszechnych w owym czasie. W Standard Oil prowadzono bardzo oszczędne wykorzystanie surowców, wszelkie odpady, w tym również benzynę, restrykcyjnie wykorzystywano. Kiedy inne przedsiębiorstwa wypuszczały benzynę do rzek jako niepotrzebny odpad, w Standard Oil wykorzystywano ją do napędzania maszyn. Działania te pozwoliły obniżyć koszt rafinacji galonu ropy z 3 centów (ówczesnych) w 1869 do 0,3–0,5 centa w 1885. W tym samym czasie ceny nafty spadły z ponad 30 centów do 8 centów. Dzięki umowie z koleją na przewóz ropy i uzyskaniu opustów do 70% wartości ceny przewozu możliwe było obniżanie cen rynkowych.
Wraz ze wzrostem fortuny działalność charytatywna Rockefellera przybrała formę zinstytucjonalizowaną. W 1892 wspomógł nowo założony Uniwersytet Chicagowski kwotą ówczesnych 600 000 dolarów. Korzystając z porad Fredericka Taylora Gatesa, powołał do życia Instytut Badań Medycznych oraz Komisję Edukacji Powszechnej (General Education Board), która otworzyła serie szkół w najbiedniejszych dzielnicach. W 1913 utworzył Fundację Rockefellera na której cele statutowe przeznaczył 250 milionów dolarów. W 1918 utworzył Fundację im. Pamięci Laury Spelman, której celem było wspieranie badań społecznych. Całość kwoty jaką przeznaczył na działalność charytatywną szacuje się na ponad 500 milionów dolarów.
W szczytowym okresie swojej działalności przypadającym na lata 1880–1890 przedsiębiorstwo Rockefellera przerabiało powyżej 90% światowego wydobycia ropy naftowej. W tym czasie przedsiębiorstwo zatrudniało ponad 100 000 pracowników. Opinia publiczna zarzucała spółce działania mające na celu utworzenie monopolu. W 1882 Standard Oil Co. zostało przekształcone w Standard Oil Trust z siedzibą w New Jersey, zrzeszający pod wspólnym kierownictwem szereg korporacji wchodzących w skład dawnego Standard Oil Company.
W 1890 Kongres przyjął ustawę antytrustową, nakładającą sankcje na działania monopolistyczne. W 1911, na mocy wyroku Sądu Najwyższego w sprawie demonopolizacji przetwarzania ropy naftowej, Standard Oil Trust został podzielony na trzydzieści cztery niezależne przedsiębiorstwa. Obecnie istniejące to Chevron i ExxonMobil.
John D. Rockefeller zmarł w wieku 97 lat w swoim domu w Ormond Beach i został pochowany na cmentarzu Lake View w Cleveland.

## Początki

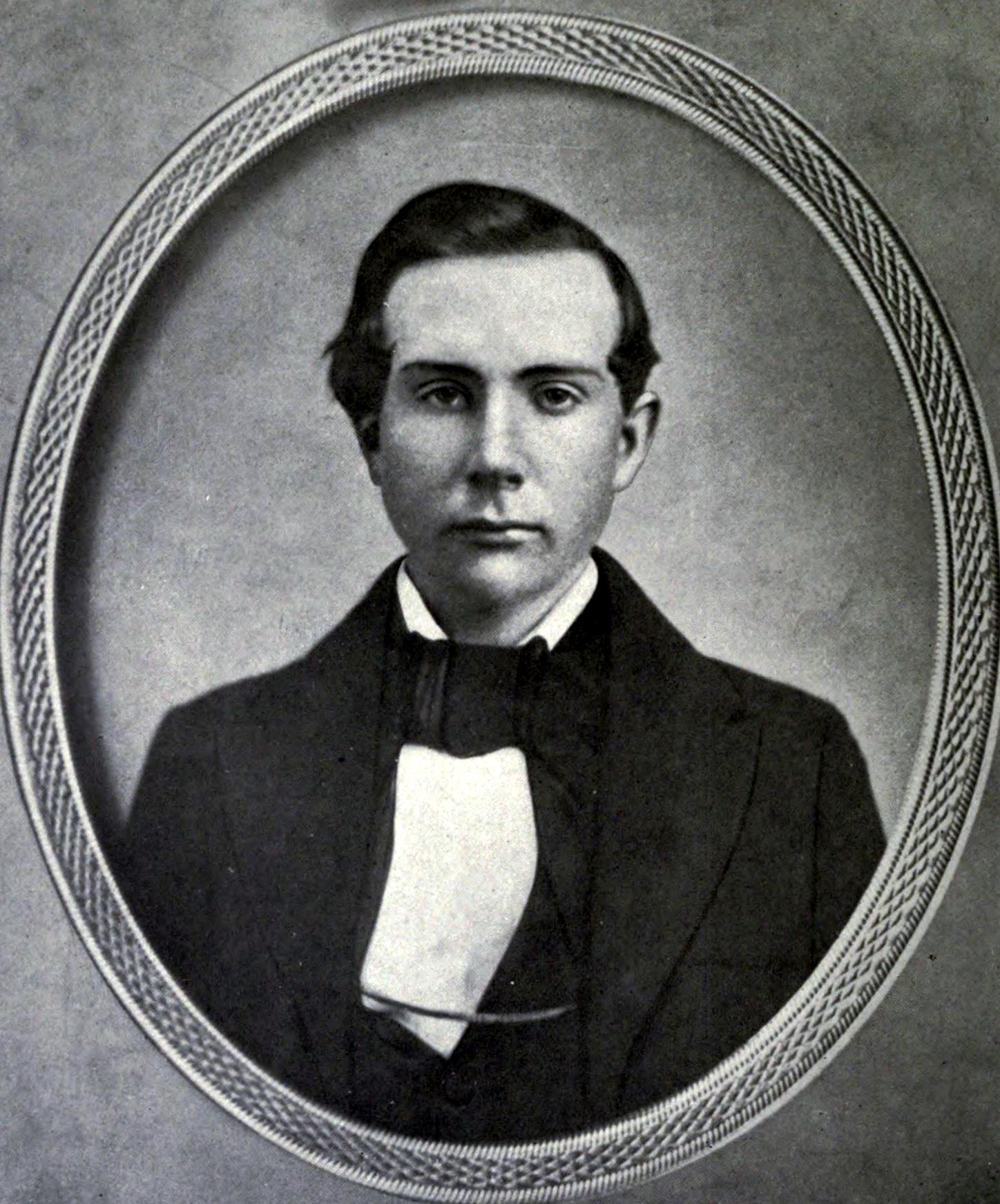
John D. Rockefeller w wieku około 18 lat

Był drugim dzieckiem z szóstki dzieci i najstarszym z synów Williama Avery Rockefellera (ur. 1810, zm. 1906) i Elizy Davison (ur. 1813, zm. 1889). W Richford oprócz niego urodziło się jeszcze pięcioro dzieci, Lucy (1838–1878), William (1841–1922), Mary (1843–1925), bliźniaczki Franklin (Frank) (1845–1917) oraz Frances (1845–1847). Jego ojciec podawał się za lekarza cudotwórcę sprzedającego mikstury lecznicze własnej roboty. Wykonywał także zawód drwala William Rockefeller był postrzegany jako immoralista, który preferował włóczęgowski styl życia. Matka Johna D. Rockefellera, Eliza, gospodyni i pobożna baptystka starała się prowadzić dom z miłością i porządkiem, w czasie gdy William ciągle wyruszał w świat w celu prowadzenia swojego podwójnego życia. Oszczędna z natury i konieczności uczyła swojego syna tego samego, powtarzając mu przysłowie, „willful waste makes woeful want”, co oznacza, że dobre wykorzystanie wszystkich posiadanych zasobów i ich niemarnowanie przysparza każdemu człowiekowi bogactwa i pomyślności.
W wieku 12 lat zaoszczędził swoje pierwsze 50 dolarów, dzięki wykonywaniu drobnych prac dla swoich sąsiadów oraz własnoręcznej hodowli indyków dla swojej mamy. Za jej namową owe 50 dolarów pożyczył jednemu farmerowi z sąsiedztwa na 7%. Po roku dług został spłacony z odsetkami. Wywarło to ogromne wrażenie na młodym Rockefellerze. Od tej chwili postanowił, że pieniądze będą same na niego pracowały. W 1904 tak określił to wydarzenie: Wrażenie, jakie wywarło na mnie to zdarzenie, przekonało mnie, że dobrą rzeczą jest pozwolić, aby to pieniądze służyły mojej osobie, niż żebym ja był ich niewolnikiem. Był to efekt rad jakie dostawał od ojca, który często powtarzał maksymę „trade dishes for platters”, w dosłownym tłumaczeniu „przehandluj dania na talerze”, a więc po prostu „bądź ambitny”. „Big Bill” wyznał kiedyś, że przy każdej nadarzającej się okazji starał się też wprowadzać w błąd synów, aby uczynić ich umysły bardziej przenikliwymi.
Jako nastolatek często zmieniał miejsca zamieszkania. Kiedy był mały, jego rodzina przeniosła się z Richford do miasteczka Moravia. W 1851 rodzina Rockefellerów kolejny raz zmieniła miejsce zamieszkania, osiedlając się w Owego w stanie Nowy Jork. Tam przyszły miliarder uczęszczał do Owego Academy od 1852. Następnie w 1853 zamieszkał w Strongsville na przedmieściach Cleveland, gdzie ukończył tamtejszą Cleveland’s Central High School. Po ukończeniu miejscowego liceum w wieku 16 lat, wiosną 1855 zapisał się na 10-tygodniowy kurs księgowości w Folsom’s Commercial College. Tam też poznał swoją przyszłą żonę Laurę Spelman, córkę kupca z Akron, Ohio. Wzięli ślub w 1864, kiedy Rockefeller skończył 25 lat.
Pomimo ciągłych absencji ojca i przeprowadzek młody John był ułożony, poważny i pracowity. Jego rówieśnicy opisywali go jako powściągliwego, religijnego, metodycznego i dyskretnego. Był znakomitym rozmówcą i umiał wyrażać się precyzyjnie. Był zakochany w muzyce i myślał o karierze w tej dziedzinie. Wcześnie objawił się także jego talent do liczb i szczegółowych kalkulacji.

## Pierwsza praca
Będąc nastolatkiem, Rockefeller, rozmawiając z kolegą, miał powiedzieć, że ma tylko dwa marzenia: zarobić 100 tysięcy dolarów i dożyć 100 lat. 26 września 1855 szesnastoletni Rockefeller znajduje swoją pierwszą pracę jako asystent księgowego w małej agencji pośrednictwa handlowego oraz spedycji towarów, Hewitt&Tuttle. Pracując od świtu do nocy z purytańską wytrwałością zaszczepioną mu od małego przez matkę w tym czasie delektuje się, jak to później określił, we „wszystkich metodach i systemach pracy biurowej”. Najwięcej czasu poświęcał na szczegółowe zgłębianie metod obniżki kosztów transportu, która to umiejętność pomoże mu później w karierze potentata naftowego. Pracując za dzienną stawkę 50 centów jego pierwsze wynagrodzenie po trzech miesiącach pracy wyniosło 50 $ (1000 $ według przelicznika za rok 2015).

## Wspólnicy
W 1859 Rockefeller został wspólnikiem założonego przez Maurice B. Clarka przedsiębiorstwa, którego kapitał zakładowy miał równowartość 4000 $ (ekwiwalent 100 tysięcy dolarów w 2015). Przedsiębiorstwo było brokerem produktów rolnych. Działalność ta dała Rockefellerowi większe możliwości rozwoju niż poprzednie stanowisko kancelisty w małej firmie komisowo-spedycyjnej. Po zakończeniu działalności w sektorze finansowo-spożywczym, w 1863 wspólnicy postanowili zbudować rafinerię „na polach” Cleveland (The Flats), rozwijającej się dzielnicy przemysłowej miasta. Była to strategiczna reakcja wspólników na wybuch „gorączki naftowej” w Cleveland. Rafineria była bezpośrednio kontrolowana przez spółkę Andrews, Clark & Company, w skład której wchodziła firma Clark & Rockefeller, chemik Samuel Andrews i dwaj bracia M. B. Clarka. Ówcześnie biznes naftowy był jeszcze w powijakach, jednak miał przed sobą wiele perspektyw. Olej pozyskiwany z tłuszczu wieloryba stał się zbyt drogi w sprzedaży detalicznej. Rozwój przemysłowy USA w II połowie XIX wieku stworzył zapotrzebowanie na tańszy produkt niezbędny do oświetlania domów, budynków gospodarczych i fabryk. Nie bez znaczenia był też problem trzebienia stad wielorybów. W I połowie XIX podróż statku wielorybniczego wydłużyła się z 9 miesięcy do okresu 2–3 lat.
Podczas gdy Frank, brat Johna D. Rockefellera, walczył w wojnie domowej, on sam kontynuował swoją działalność w biznesie, dzięki wynajęciu kilku najemników w zastępstwie. Wspierał swoimi funduszami Armię Unii, tak jak wielu obywateli północnych stanów, którzy chcieli uniknąć obowiązku służby na froncie. Rockefeller był w gruncie rzeczy abolicjonistą. Głosował za wyborem Abrahama Lincolna na prezydenta USA i został członkiem Partii Republikańskiej. W tym czasie pomógł wykupić dwójkę niewolników, dając im tym samym wolność. Jak powiedział: „Bóg dał mi pieniądze”, tak też nie zamierzał nikogo za to przepraszać. Z łatwością i po sprawiedliwości, ale i amerykańską nonszalancją przyjął za swoją dewizę życiową, maksymę metodysty, Johna Wesleya: „zyskaj ile możesz, zaoszczędź ile możesz, rozdaj ile możesz” („gain all you can, save all you can, give all you can”).
14 lutego 1865 Rockefeller wykupił na aukcji pakiet udziałów braci Clark w przedsiębiorstwie za 72 500 $ (ekwiwalent 1 miliona dolarów w 2015). Rockefeller wszedł w osobiste posiadanie rafinerii w Cleveland. Bracia w wyniku umowy sprzedaży udziałów otrzymali w zamian dom spedycyjno-komisowy. Jak później określił to wydarzenie, był to dzień, który zdeterminował całą jego późniejszą karierę. Dotychczasowa spółka została przemianowana na Rockefeller&Andrews. John Davison Rockefeller zorganizował dodatkowe fundusze na rozwój oraz w 1866 zaprosił do współpracy także swojego brata Williama, który tak jak John był zdolnym adeptem sztuki swojego ojca w kwestii wywierania wpływu na innych ludzi. William otworzył drugą rafinerię, Standard Works w Cleveland, której nazwa była obietnicą dostarczenia klientom produktu, utrzymanego na stałym dobrym poziomie jakości. Następnie otworzył biuro na Manhattanie, by zachęcić największe krajowe banki do współpracy oraz by móc lepiej zarządzać udziałem przedsiębiorstwa w obszarze rosnącego eksportu. Firma Rockefellerów zamknęła rok 1865 z obrotem 1,2 mln $ w wartości przerobu ropy, co w przeliczeniu dawało dzienny przerób 500 baryłek ropy naftowej o pojemności 42 galonów. Bracia często posługiwali się kodem w celu zachowania tajemnic. John określał ten sposób komunikacji jako Murky lub Murkily, starając się wyłapywać wszystkie przydatne informacje i nie doprowadzać do wycieku ze swojej strony. Jak mawiał, sukces przychodzi dzięki otwartym uszom i zamkniętym ustom. W ten sposób Rockefeller przygotował dla siebie najlepszą pozycję wyjściową do ekspansji w powojennej rzeczywistości gospodarczej Stanów Zjednoczonych, której pisany był wzrost dzięki stałej kolonizacji zachodnich terenów USA przez napływających z całego świata osadników. Równolegle niebagatelną rolę zaczął odgrywać transport kolejowy i sprzężona z nim gospodarka napędzana naftą. Rockefeller idąc za tymi tendencjami zaciągał gigantyczne pożyczki, reinwestował zyski i szybko adaptował swoje przedsiębiorstwo do zmieniających się warunków rynkowych zatrudniając ludzi z odpowiednim doświadczeniem, w odpowiednim miejscu, mających tylko jedno zadanie – śledzić aktualne zmiany w szybko rosnącym sektorze naftowo-kolejowym i informować o wszystkim z szybkością telegramu króla nafty.

## Protagonista rynku naftowego
W 1867 również Henry M. Flagler został partnerem Rockefellerów. Tak powstała firma Rockefeller, Andrews & Flagler. W ciągu 1868 Rockefeller kontynuował zaciąganie pożyczek i reinwestycje zysków, kontrolując jednocześnie koszty i przetwarzając produkty uboczne rafinacji ropy do formy umożliwiającej ich odsprzedaż na rynku. Przedsiębiorstwo Rockefellera było właścicielem dwóch rafinerii w Cleveland oraz posiadało przedstawicielstwo handlowe w Nowym Jorku. W tamtym czasie było już największym przedsiębiorstwem naftowym na świecie. Przedsiębiorstwo Rockefeller, Andrews & Flagler było poprzednikiem mającego pojawić się już niebawem Standard Oil Company.

## Standard Oil & Company
Zasugerowano, aby wydzielić z tego artykułu fragmenty do artykułu Standard Oil.  (dyskusja)
Pod koniec wojny secesyjnej Cleveland było jednym z największych centrów wydobycia ropy naftowej w Stanach Zjednoczonych (poza Pittsburghiem, Pensylwanią, Nowym Jorkiem). Pod koniec 1869 w USA nastąpiło zjawisko nadprodukcji nafty, której technologiczne możliwości produkcji przekraczały ponad trzykrotnie zapotrzebowanie rynku. Ta tendencja na rynku utrzymywała się przez wiele kolejnych lat.
10 stycznia 1870 Rockefeller zlikwidował spółkę Rockefeller, Andrews & Flagler, ustanawiając odrębną organizację, Standard Oil of Ohio, która natychmiast stała się najbardziej dochodową rafinerią w Ohio. Standard Oil stał się tym samym największym dostawcą oleju opałowego i nafty w kraju. W tym czasie koleje konkurowały między sobą o liczbę przewozów. W celu zmniejszenia negatywnych efektów walki rynkowej utworzyły kartel South Improvement Company mający na celu ustabilizowanie stawek przewozowych dla takich firm jak Standard Oil i innych przedsiębiorstw wydobywczych spoza głównego zagłębia naftowego. Kartel kolejowy uzyskał preferencyjne porozumienie handlowe jako dostawca masowy, w którym zawarto nie tylko wysokie opusty przewozowe do 50% dla ich produktów, ale także podwojono rabaty na przewóz produktów przedsiębiorstw dotychczas obsługiwanych przez firmy niezrzeszone w kartelu. Częścią tego porozumienia było ogłoszenie gwałtownego wzrostu opłat frachtowych. Sytuacja ta spowodowała burzę protestów ze strony dotychczas dobrze prosperujących niezależnych właścicieli rafinerii, czego efektem była przetaczająca się fala bojkotu, aktów wandalizmu. Doprowadziło to także do wykrycia powiązań osobowych między twórcami South Improvement Company a Standard Oil. Główna rafineria stanu Nowy Jork, Charles Pratt & Company, której właścicielami byli Charles Pratt i Henry H. Rogers weszli do opozycji wobec tego planu, przez co koleje musiały się wycofać ze swojego stanowiska. Stan Pensylwania unieważnił wszystkie pozwolenia kartelu na przewóz towarów i wkrótce wszystkie niepreferencyjne stawki wróciły do wcześniej ustalonych norm.

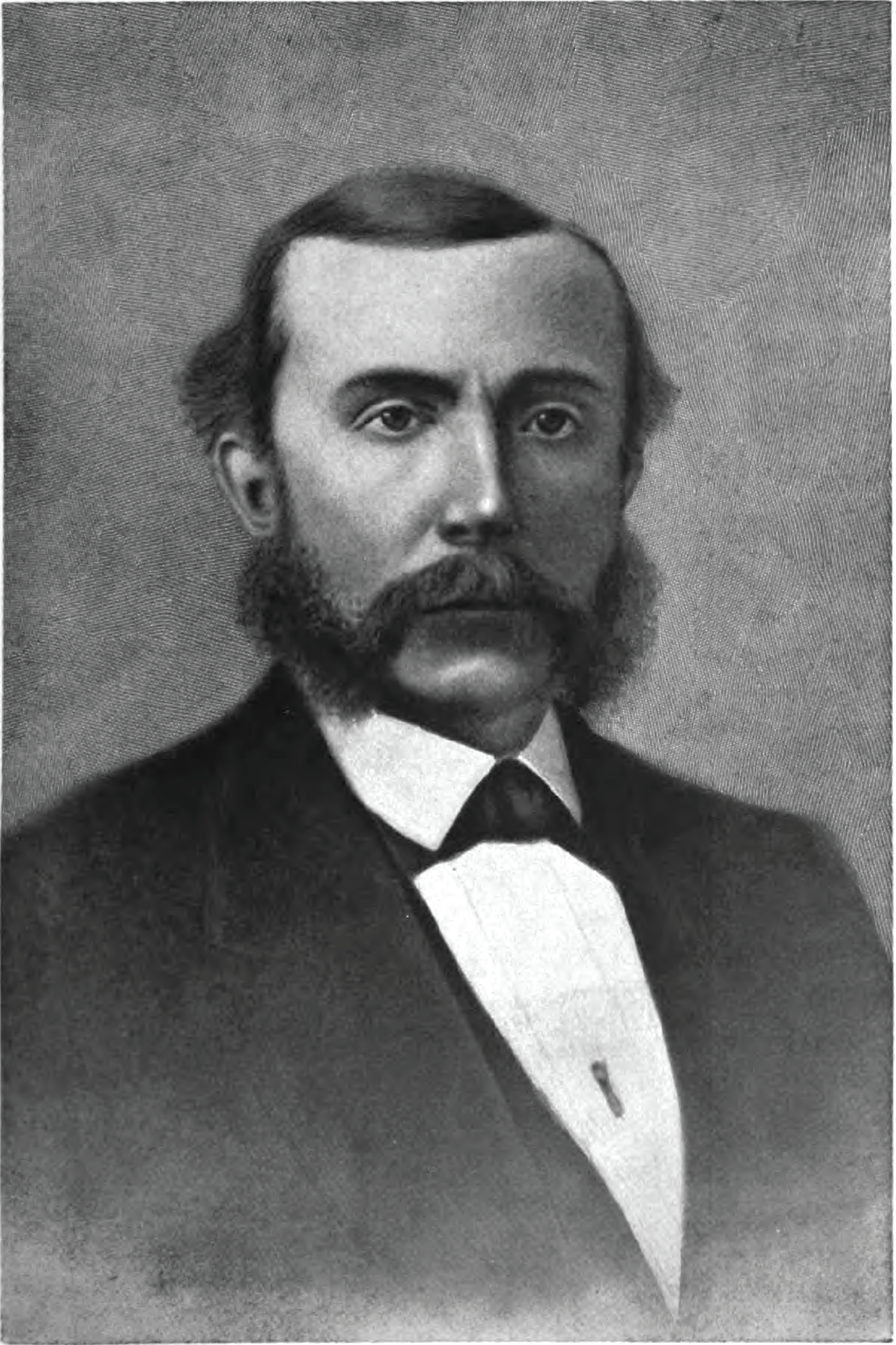
John D. Rockefeller, 1872

Niezrażony, pomimo szykan prasy, Rockefeller kontynuował w samonapędzającej się maszynie swojej potęgi wykupywanie konkurencyjnych rafinerii, zwiększanie efektywności produkcji i sprzedaży, utrzymując ciągłą presję na koleje w celu uzyskania rabatów przewozowych oraz nabrania dystansu do przewozów konkurencji, do których skala przewozów firmy Rockefellera rosła z geometryczną prędkością, normalnością w tej sytuacji były sekretne spotkania i układy, tworzenie nowych obszarów inwestycji oraz wykupywanie rywali. W ciągu mniej niż czterech miesięcy 1872, co później było określone jako „The Cleveland Conquest” (pol. podbój Cleveland) lub „The Cleveland Massacre” (pol. masakra Cleveland), Standard Oil wykupił 22 z 26 swoich miejscowych rywali. W końcu nawet jego wcześniejszy konkurent, Pratt and Rogers, uznał za bezowocne kontynuowanie walki przeciwko Standard Oil. W 1874 przedsiębiorstwo podpisało sekretne porozumienie z Rockefellerem. Pratt and Rogers zostali wspólnikami Rockefellera. Rogers, w szczególności stał się później jednym z głównych architektów Standard Oil Trust. Syn Pratta, Charles Millard Pratt został sekretarzem Standard Oil & Co. Dla wielu swoich konkurentów Rockefeller miał tylko do pokazania swojego księgi, gdzie mogli zobaczyć czarno na białym, z kim mają do czynienia oraz do zaoferowania pierwszą, przyzwoitą ofertę. Jeżeli oferta została odrzucona, Rockefeller ostrzegał ich przed bankructwem i wykupem aktywów ich przedsiębiorstw na aukcji. Widział siebie jako ratownika branży, która od momentu pojawienia się nadprodukcji przeżywała kryzys. Nie było rzadkością, iż przedsiębiorstwa nadmiar produkcji oraz produkty uboczne rafinacji ropy naftowej wylewały do rzek, niszcząc tym samym środowisko naturalne. Rockefeller zmienił tę politykę marnotrawstwa w biznes przekształcający wszystkie produkty uboczne rafinacji ropy naftowej w towary nadające się do komercyjnego użytku. Będąc swoistym „mężem opatrznościowym” wykupując słabych i naginając pozostałych do swojej wizji rynku, stworzył standardy, które dały amerykańskiej branży petrochemicznej dynamizm, efektywność i międzynarodową przewagę konkurencyjną obecną do dziś. Standard Oil był przykładem organizacji prowadzącej zarówno politykę pionowej, jak i poziomej koncentracji kapitału, łącząc różne nieskoordynowane ze sobą jednostki gospodarcze w jedną całość. Standard Oil posiadało własne magazyny, rurociągi, cysterny oraz sieć punktów sprzedaży. Swoim zasięgiem obejmowało cały cykl produkcyjny od wydobycia surowca po jego sprzedaż w formie gotowego produktu utrzymując ceny na nieosiągalnym dla konkurencji poziomie i oferując produkt dostępny dla każdego obywatela, czasami, w celu głębszej penetracji rynku stosując ceny dumpingowe. W tym czasie chemicy Standard Oil wynaleźli ponad 300 produktów na bazie ropy naftowej od smoły do smarowania dachów przez wazelinę kosmetyczną po gumy do żucia. Koniec lat 70. XIX w. to dla Standard Oil czas całkowitej dominacji amerykańskiego rynku przetwórstwa ropy naftowej przy przerobie 90% ogólnego jej wydobycia. W tym czasie Rockefeller wszedł do grona milionerów (1 000 000 $ ówczesnych dolarów to w przeliczeniu 25 000 000 $ w 2015).
„Instynktownie doszedł do wniosku, że porządek na rynku może być osiągnięty tylko dzięki scentralizowanej kontroli wielkich struktur agregatowych, złożonych z ziemi i kapitału, których jedynym zadaniem jest dobrze zorganizowany przepływ produktów od producentów do konsumentów. Ten dobrze zorganizowany, ekonomiczny i efektywny przepływ jest tym co współcześnie, po tylu latach, określamy jako integracja wertykalna. Nie wiem czy Pan Rockefeller kiedykolwiek użył słowa „integracja”. Wiem tylko, że stworzył tę ideę.” Następca Rockefellera na stanowisku prezesa Standard Oil of Ohio.
W 1877 Standard Oil weszło w konflikt z Thomasem A. Scottem, prezesem Pennsylvania Railroad, którego firma była głównym przewoźnikiem produktów firmy. W tym samym czasie John D. Rockefeller wynalazł alternatywny system transportu nafty w postaci rurociągów i rozpoczął kampanię na rzecz ich budowy i powszechnego użycia. Koleje, widząc wtargnięcie przedsiębiorstwa Rockefellera w branżę transportu i na rynek działek pod budowę rurociągów, odpowiedziały utworzeniem spółek-córek do zakupu i budowy własnych rafinerii oraz rurociągów. Standard Oil wyszedł naprzeciw tym działaniom i wstrzymał wszystkie przewozy, oraz z pomocą innych przedsiębiorstw kolejowych, rozpoczął wojnę cenową, która drastycznie obniżyła stawki przewozowe i doprowadziła do masowych strajków pracowników kolejowych. Rockefeller wygrał, koleje odsprzedały swoje udziały w rynku naftowym gigantowi z Cleveland. Jednak następstwem walki obu przedsiębiorstw było oskarżenie przez rząd stanowy Pensylwanii spółki Standard Oil o monopolizowanie handlu naftą. Był to rok 1879. Ten precedens uruchomił lawinę podobnych oskarżeń ze strony kolejnych stanów, rozpoczynając narodową debatę nad praktykami biznesowymi Standard Oil & Co. Lata 70. i 80. to dla Rockefellera czas wielkiego obciążenia, w którym musiał poradzić sobie z wykonaniem swojego zamierzenia integracji i konsolidacji stworzonych przez siebie struktur biznesowych, atakowanych dodatkowo przez prasę i administrację rządową. Bezsenność, stres i walka o każdy obszar rynku nadszarpnęły jego zdrowiem, co skomentował później słowami: Cały majątek jaki zgromadziłem w tym czasie nie jest w stanie zrekompensować mi trwogi jaką wtedy przeżywałem.

### Monopol
Standard Oil stopniowo uzyskał prawie całkowitą kontrolę nad branżą przetwórstwa ropy naftowej i kanałami dystrybucji nafty i produktów ropopochodnych w całych Stanach Zjednoczonych. Było to możliwe dzięki zastosowaniu strategii integracji horyzontalnej. W przemyśle naftowym Standard Oil zamienił stary system dystrybucji na własny system zorganizowanym wertykalnie. Dostarczał on naftę na lokalne rynki dzięki cysternom drogowym. Cysterny kolejowe miały za zadanie dostarczać produkt odbiorcom hurtowym, z ominięciem dotychczasowych sieci dystrybucji. Oprócz ulepszenia jakości i dostępności produktów naftowych redukcji uległy także ich ceny rynkowe. Przykładowo, cena nafty od początku istnienia Standard Oil spadła o 80%. Praktyki biznesowe Standard Oil jednak wzbudzały wśród opinii publicznej liczne kontrowersje. Najbardziej dosiężną bronią w walce z konkurencją dla Standard Oil była sprzedaż poniżej kosztów produkcji, różnicowanie cenowe oraz zawieranie atrakcyjnych układów z kolejami na rabaty transportowe. Firma była atakowana przez prasę i polityków przez cały okres swojej działalności, dając podłoże do powstania ruchu antymonopolowego. Około 1880 w jednym z wydań New York World ukazał się artykuł, w którym Standard Oil został określony jako srogi, zuchwały, niemiłosierny, monopolista, którego dotychczas jak kraj długi i szeroki nikt nie znał. Rockefeller odpowiedział: W biznesie tak wielkim jak nasz … niektóre rzeczy mogą się wydarzyć, których nie aprobujemy. Poprawiamy je tak szybko, na ile pozwala nam na to nasza wiedza o nich.
W tym czasie wiele legislatur wprowadziło ograniczenia w zakresie działalności korporacji w innych stanach. W rezultacie Rockefeller oraz jego wspólnicy weszli w posiadanie tuzinów innych oddzielnych firm, gdzie każda z nich prowadziła działalność tylko w jednym stanie. Zarządzanie tak dużym przedsiębiorstwem było nieporęczne, dlatego w 1882 prawnicy Rockefellera stworzyli innowacyjny rodzaj korporacji, w celu centralizacji stworzonych wcześniej holdingów. Tak powstał Standard Oil Trust. „Trust” był korporacją korporacji, której wielkość i majątek przykuwał wzrok jeszcze bardziej tworząc zarząd składający się z 9 członków, w tym Rockefeller, kontrolujących 41 przedsiębiorstw. Opinia publiczna i prasa przyjęły od samego początku podejrzliwą postawę wobec nowego tworu prawnego Rockefellera rozniecając na nowo stare resentymenty. Standard Oil zyskał aurę niezwyciężoności, zawsze będąc o krok do przodu przed konkurencją, krytykami oraz politycznymi oponentami. Stał się najbogatszym, największym biznesem na świecie, którego obawiał się każdy oraz który jako jedyny trwał odporny wobec wahań koniunktury, wypracowując zyski nieprzerwanie z roku na rok.
Amerykańskie imperium Standard Oil obejmowało 20 000 szybów, 4000 mil rurociągów oraz 5000 cystern drogowych i dawało zatrudnienie ponad 100 000 pracowników. Udział Standard Oil w światowym przetwórstwie ropy naftowej ustalił się powyżej 90% w tym czasie, by spaść do około 80% na początku XX wieku. Pomimo utworzenia trustu i dostrzegalnej odporności na działania całej konkurencji koniec lat 80. XIX wieku był czasem, w którym potęga rynkowa Standard Oil osiągnęła swoje maksimum. Rockefeller w końcu porzucił marzenia o kontrolowaniu całego światowego przetwórstwa ropy naftowej, co wyraził we własnych słowach: Doszliśmy do wniosku, że opinia publiczna mogłaby obrócić się całkowicie przeciwko nam gdybyśmy faktycznie przetwarzali całe wydobycie ropy naftowej. Z czasem zagraniczna konkurencja oraz nowe pola naftowe odkryte poza Stanami Zjednoczonymi podkopały dominację Standard Oil Trust na światowych rynkach. Na początku lat 80. XIX wieku Rockefeller stworzył wiele swoich najważniejszych innowacji. Zamiast starać się wpływać na ceny ropy naftowej bezpośrednio, Standard Oil wypracował metodę pośredniej kontroli cen poprzez różnicowanie stawek opłat za magazynowanie produktów ropopochodnych w celu dopasowania warunków rynkowych. Następnie, Rockefeller zlecał emisję certyfikatów na ropę zgromadzoną w swoich ropociągach. Certyfikaty te stały się przedmiotem handlu dla spekulantów, tworząc w ten sposób pierwszy rynek instrumentów pochodnych, których instrumentem bazowym były ceny ropy naftowej. Powstanie rynku tego typu miało wpływ na zwiększenie efektywności cen rynku kasowego. W 1882 nastąpiło otwarcie na Manhattanie pierwszej giełdy naftowej, National Petroleum Exchange, której zadaniem było ułatwić obrót instrumentami pochodnymi tworzonymi na bazie cen ropy naftowej.
Mimo że w latach 80. XIX wieku 85% światowego wydobycia ropy naftowej wciąż pochodziło z szybów naftowych Pensylwanii, to ropa z nowych odwiertów zlokalizowanych na terenach Rosji i innych krajów azjatyckich zaczęła docierać na światowe rynki. Własną rafinerię otworzył Robert Nobel wiercąc w bogatych i tańszych w eksploatacji złożach zlokalizowanych właśnie na terenach Cesarstwa Rosyjskiego. W ramach swojej działalności położył jako pierwszy w regionie rurociągi i zwodował pierwszy na świecie tankowiec. Przedsiębiorstwo Roberta Nobla było kredytowane z funduszy banku paryskiej rodziny Rothschildów. Dodatkowo kolejne złoża roponośne zostały odkryte w Birmie i na Jawie. Co więcej, wynalezienie żarówki stopniowo zaczęło wypierać naftę jako jedyny rodzaj oświetlenia. Standard Oil Trust rozpoczął adaptować swój profil działalności do nowych warunków, rozwijając swoją obecność na rynkach europejskich, wchodząc w branżę wydobycia gazu ziemnego w Stanach Zjednoczonych, a potem w sprzedaż benzyny dla automobili, który to produkt był do czasu wynalezienia silnika wysokoprężnego odpadem w procesie rafinacji ropy naftowej.

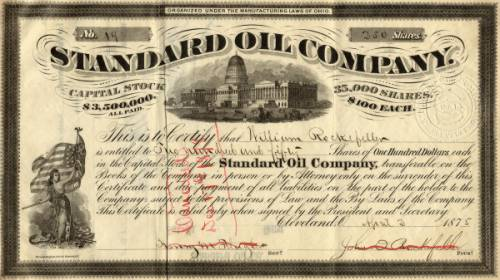
Akcje Standard Oil Trust, 1887

Z chwilą utworzenia Standard Oil Trust firma weszła w posiadanie nowej siedziby w Nowym Jorku na ulicy Broadway zlokalizowanej pod numerem 26, a Rockefeller stał się centralną figurą socjety nowojorskiego biznesu. Dwa lata później, w 1884, zakupił rezydencję na 54 Ulicy obok rezydencji innego słynnego magnata przemysłowego Williama Henry’ego Vanderbilta. W 1887 Kongres utworzył Międzystanową Komisję Handlową (Interstate Commerce Commission), której zadaniem było przeforsowanie równych stawek opłat dla przewozów kolejowych, jednak już w tym czasie Standard Oil zaczął wykorzystywać na szeroką skalę transport rurociągowy. Bardziej niebezpieczną dla potęgi Standard Oil okazała się ustawa znana pod nazwą Sherman Antitrust Act z 1890, pierwotnie stworzona w celu kontroli fuzji przedsiębiorstw, ostatecznie przyczyniła się do zlikwidowania Standard Oil Trust. Władze stanu Ohio były wyjątkowo aktywne w stosowaniu tego aktu prawnego na swoim terenie i w końcu doprowadziły do wyłączenia Standard Oil of Ohio z reszty Trustu w 1892. Był to pierwszy krok na drodze do całkowitej likwidacji Standard Oil Trust.
W latach 90. XIX wieku Rockefeller rozpoczął ekspansję w branży żelaznej oraz transportu rud tworząc tym samym kolizję interesów z magnatem stalowym, Andrew Carnegiem. Ich walka o dominację nad tym odcinkiem amerykańskiego przemysłu stała się główną pożywką dla tabloidów i karykaturzystów. Rockefeller rozpoczął także szaloną akcję dzierżawienia działek roponośnych w Ohio, Indianie oraz Zachodniej Wirginii, z uwagi na fakt stopniowego osuszania złóż w Pensylwanii. Rockefeller w trakcie tej dzikiej ekspansji zaczął rozmyślać nad przejściem na zasłużoną emeryturę. Codzienne zarządzanie Trustem zostało powierzone Johnowi Dustinowi Archboldowi, a Rockefeller zakupił nową posiadłość na północ od Nowego Jorku z dala od dotychczasowego zgiełku, Pocantico Hills, spędzając więcej czasu na odpoczynku i rekreacji, uprawiając nowe sporty takie jak jazda na rowerze oraz golf.
Z początkiem swojej prezydentury Theodore Roosevelt zainicjował serię poprawek do ustawy Sherman Antitrust Act oraz przepchnął swoje reformy przez Kongres. W 1901 U.S. Steel, kontrolowany wcześniej przez Johna Pierpont Morgana wykupił akcje Andrew Carnegiego, proponując także Rockefellerowi zakup jego udziałów w przemyśle stalowym. W transakcji tej pośredniczył Henry Clay Frick, sprzedając akcje Standard Oil w przemyśle stalowym przedsiębiorstwu U.S. Steel oraz dając Rockefellerowi oraz jego synowi członkostwo w zgromadzeniu dyrektorów. W wieku 63 lat Rockefeller przechodząc na pełną emeryturę osiągnął dywidendę w wysokości 58 milionów dolarów. Był to rok 1902.
Jednym z najbardziej efektywnych ataków na Rockefellera i jego firmę była wydana w 1904 publikacja Idy Tarbell, The History of the Standard Oil Company, specjalizującej się w dziennikarstwie śledczym publicystki (am. Muckracker). Udokumentowała ona dziesiątki dowodów na temat szpiegostwa gospodarczego Standard Oil, wojen cenowych, bezlitosnych taktyk marketingowych oraz przeciągania rozpraw sądowych. Pomimo że jej praca w swoim wyrazie wywierała negatywny wpływ na obraz Standard Oil, ona sama była zaskoczona skalą zaistniałych nieprawidłowości. Nigdy nie miałam negatywnego nastawienia do rozmiarów i bogactwa ich organizacji, nigdy też nie kwestionowałam koncepcji ich ładu korporacyjnego. Chciałam aby prosperowali i rośli na tyle na ile jest to możliwe, ale tylko w ramach i poszanowaniu legitymacji prawa. Z tym, że oni, nigdy nie grali uczciwie i to doprowadziło ich wielkość do upadku w mojej ocenie. Ojciec Idy Tarbell w trakcie afery związanej z działalnością South Improvement Company utracił swoje udziały w przemyśle naftowym.
Rockefeller nazywał ją prywatnie panią Tarbarrel (ang. Miss Tarbarrel), jednakże publicznie tonował emocje wyrażając jednoznacznie dystans wobec jej działalności. W odpowiedzi na publikację Idy Tarbell Rockefeller rozpoczął kampanię mającą na celu przywrócenie dobrego wizerunku swojej firmie. Choć przez długi czas utrzymywał politykę tłumienia jakichkolwiek wycieków informacji do prasy na swój temat, w końcu postanowił stać się bardziej responsywny wobec opinii publicznej, publikując w swoich wspomnieniach, wydanych w całości w 1909, treści typu kapitał i praca są dwiema dzikimi siłami, które wymagają rozsądnej legislacji, aby móc utrzymać je w ryzach.
Krytycy oskarżali Rockefellera o ugrzeczniony i nieszczery ton, wytykając stwierdzenia takie jak podstawowym i niezbędnym elementem sukcesu w biznesie jest przestrzeganie zasad uznanych za niewzruszone w jakichkolwiek ekskluzywnych porozumieniach handlowych, jako sprzeczne z rzeczywistymi metodami działania jego firmy.
Rockefeller wraz z synem kontynuował konsolidację swojego naftowego biznesu, aż do momentu gdy stan New Jersey w 1909 zmienił swoje prawo dotyczące korporacji umożliwiając tym samym transformację Trustu w pojedynczy holding. Rockefeller pozostał nominalnym prezesem firmy do 1911 oraz zatrzymał całość akcji. W końcu w 1911 Sąd Najwyższy Stanów Zjednoczonych udowodnił firmie Standard Oil Company of New Jersey naruszenie ustawy Sherman Antitrust Act. Do tego czasu Trust nadal posiadał 70% udziałów w rynku oleju rafinowanego, ale już tylko 14% całkowitych zasobów amerykańskich złóż ropy naftowej. Sąd wystosował werdykt, w którym oskarżył Trust o zapoczątkowanie nielegalnych praktyk monopolistycznych oraz nakazał podzielenie go na 34 nowe przedsiębiorstwa. Do bardziej znanych, które przetrwały na rynku do czasów współczesnych, należą: Continental Oil, znane później jako Conoco, obecnie część ConocoPhillips; Standard of Indiana, później znane jako Amoco, obecnie część BP, Standard of California, później znane jako Chevron; Standard of New Jersey, później znane jako Esso (dalej, Exxon), obecnie część firmy ExxonMobil; Standard of New York, znane później jako Mobil, obecnie część ExxonMobil; Standard of Ohio, znane później jako Sohio, obecnie część BP. Pennzoil i Chevron do dziś pozostały niezależnymi przedsiębiorstwami.
Rockefeller, rzadko sprzedając swoje udziały, w chwili podziału Trustu posiadał ponad 25% ich wartości. On i inni współwłaściciele otrzymali proporcjonalnie udziały we wszystkich 34 nowych przedsiębiorstwach. W konkluzji kontrola Rockefellera nad amerykańskim przemysłem naftowym została zredukowana, jednakże w ciągu kolejnych 10 lat działania podjęte przez rząd okazały się dla niego niezwykle zyskowne. Wszystkie przedsiębiorstwa zanotowały w sumie pięciokrotny wzrost swojej wartości, a wraz z tą tendencją osobisty majątek Rockefellera wzrósł do 900 milionów dolarów.

## Sprawa Colorado Fuel and Iron Corp.
W 1902, w wyniku problemów z płynnością finansową swojego przedsiębiorstwa, John Ceveland Osgood zwrócił się o pożyczkę do George’a Jaya Goulda, jednego z głównych udziałowców Denver & Rio Grande Western Railroad. W tym czasie Colorado Fuel and Iron Corp. posiadało 75% udziałów w rynku produkcji węgla stanu Kolorado, zatrudniając 10% jego potencjału ludnościowego. Gould poprzez Fredericka Taylora Gatesa, który był doradcą finansowym Johna D. Rockefellera, przekonał go do pomocy w sfinansowaniu pożyczki. Analiza działalności przedsiębiorstwa Osgooda wykonana przez syna Johna D. Rockefellera wykazała, iż suma udzielonej pożyczki przez Colorado and Wyoming Railway Company, Crystal River Railroad Company oraz prawdopodobnie Rocky Mountain Coal and Iron Company w zamian za przejęcie Colorado Fuel and Iron Corp. jest niewystarczająca. Kontrola nad przedsiębiorstwem przeszła z rąk Iowa Group na rzecz Goulda i Rockefellera w 1903. W tym układzie Frederic Taylor Gates reprezentował interesy udziałowców mniejszościowych. Osgood odszedł z przedsiębiorstwa w 1904 i skupił wszystkie swoje wysiłki na konkurencyjnej działalności w branży eksploatacji złóż węgla i produkcji koksu.

### Strajk 1913–1914
Strajk ogłoszony we wrześniu 1913 przez Zjednoczenie Pracowników Kopalni (United Mine Workers) w kwestii przedstawicielstwa związków zawodowych był wymierzony przeciwko zarządcom kopalni w Huerfano i Las Animas w południowej części stanu Kolorado, gdzie rozlokowane były najważniejsze obiekty przemysłowe i kopalnie firmy CF&I. Strajk zwalczany był przez zarząd kopalni, poprzez wydelegowany komitet wykonawczy, na czele którego stał Welborn, prezes CF&I, który prowadził rozmowy ze strajkującymi w imieniu całego zarządy przedsiębiorstwa. Lamont Montgomery Bowers, człowiek Rockefellera, pozostawał w cieniu tych rozmów. Kilkoro z członków zarządu przyłączyło się do strajkujących i popierało ich roszczenia co do utworzenia związków zawodowych, większość jednak była przeciwna. Sytuacja była napięta i czasami łamistrajki używali siły wobec protestujących. Obie strony były zaopatrzone w pewne ilości broni i ostrą amunicję. Strajkujący górnicy byli zmuszeni do opuszczenia swoich domów w osiedlu górniczym i zamieszkali w miasteczkach namiotowych zbudowanych przez związki zawodowe. Jedno z takich miasteczek namiotowych powstało w Ludlow, dworcu kolejowym na północ od miasta Trinidad.
Pod opieką Gwardii Narodowej niektórzy górnicy wrócili do pracy, przyłączyli się także do nich niektórzy z łamistrajków, przywiezieni na czas rozruchów ze wschodniego zagłębia węglowego, w czasie gdy oddziały ochronne patrolowały ich ruchy. W lutym 1914 znaczna część oddziałów została wycofana, ale większość z nich nadal pozostawała rozlokowana w Ludlow. 20 kwietnia 1914 nastąpiło decydujące starcie pomiędzy strajkującymi a oddziałami porządkowymi. W jego wyniku w miasteczku namiotowym wybuchł pożar, w którym zginęło 15 kobiet, w tym nieokreślona liczba dzieci.
Koszty po obu stronach konfliktu były wysokie. W wyniku zmniejszonego zapotrzebowania na węgiel, który nastąpił po wystąpieniu recesji w gospodarce amerykańskiej, niektóre z kopalń nie zostały już nigdy otworzone. W wyniku strajku wielu pracowników zostało wyrzuconych z pracy. Związek zawodowy górników został zmuszony do wycofania swoich dotychczasowych osiągnięć w lutym 1915. W zagłębiu węglowym w wyniku bezrobocia dużej ilości ludności zagrażało widmo nędzy. Z pomocą Fundacji Rockefellera utworzono liczne programy pomocowe dla bezrobotnych nad wykonaniem, których czuwała Colorado Commitee on Unemployment and Relief (Komitet Stanu Kolorado Na Rzecz Walki z Bezrobociem). Była to rządowa organizacja, utworzona przez gubernatora Carlsona, oferująca pracę dla bezrobotnych górników, budująca drogi i wykonująca wiele innych projektów pożytku publicznego.
Incydent w Ludlow przyniósł za sobą następstwa w postaci mobilizacji opinii publicznej, obwiniającej za doprowadzenie do masakry Rockefellerów i cały przemysł węglowy. Przeprowadzone przez Komisję ds. Relacji Przemysłowych (United States Commission on Industrial Relations) przesłuchanie Johna D. Rockefellera Jr. wykazało szczególne powiązania Rockefellerów z Bowerem. Bower został zdjęty, a na jego miejsce w 1915 kontrolę nad przedsiębiorstwem odzyskał Welborn. Zdarzenie to poprawiło znacznie nastroje w branży.
Zaraz po masakrze Rockefeller odrzucił oskarżenia o jego odpowiedzialność w sprawie oraz minimalizował powagę zaistniałej sytuacji. Podczas dochodzenia w sprawie masakry w Ludlow, zapytany jakie działania by podjął jako dyrektor przedsiębiorstwa, odpowiedział: Nie podjął bym żadnych. Ubolewał bym nad koniecznością, która zmusiła zarząd przedsiębiorstwa do użycia własnych zasobów w celu uzupełnienia sił państwa w utrzymaniu prawa i porządku. Rockefeller przyznał, że nie podjął żadnych kroków w celu doprowadzenia do wymierzenia sprawiedliwości winnym masakry członkom służb porządkowych.
Osobą, która opracowała strategię poprawy wizerunku firmy Rockefellera zaraz po wydarzeniach w Kolorado, był Ivy Lee, który został zatrudniony w 1914 przez Johna D. Rockefellera Jr. w celu zarządzania wizerunkiem firmy Standard Oil. Lee ostrzegł Rockefellerów o utracie przez firmę społecznego wsparcia oraz przygotował strategię, którą John D. Rockefeller Jr. zaczął wdrażać. Dla młodego Rockefellera było istotne pokazanie swojego zażenowania powstałą sytuacją oraz zorganizowanie spotkania z górnikami i ich rodzinami w celu rozpatrzenia warunków mieszkaniowych i miejsc pracy. W opracowanym programie istotnym było uczestnictwo Johna D. Rockefellera Jr. w masowych spotkaniach oraz przede wszystkim uważne wysłuchiwanie skarg. Był to nowatorski pomysł, który przyciągnął uwagę prasy oraz pozwolił rozwiązać konflikt i zaprezentować opinii publicznej bardziej humanistyczny wizerunek Rockefellerów.

## Problemy ze zdrowiem i śmierć
John D. Rockefeller skończywszy 50 lat cierpiał na umiarkowaną depresję oraz miał problemy gastryczne. Czas oskarżeń opinii publicznej i działań rządu skierowanych przeciwko jego przedsiębiorstwu przypadający na okres lat 90. XIX wieku doprowadził do rozwinięcia się łysienia plackowatego, które to schorzenie spowodowało u niego utratę całego owłosienia ciała do 1901. Włosy nigdy nie odrosły, a inne schorzenia ustąpiły po zmniejszeniu obciążenia organizmu pracą. Rockefeller zmarł wskutek arteriosklerozy 23 maja 1937, na mniej niż dwa miesiące przed swoimi 98 urodzinami w swoim domu The Casements, w Ormond Beach na Florydzie. Został pochowany na cmentarzu Like View w Cleveland.

## Rodzina

### Pochodzenie
Przez szereg lat genealogowie spekulowali na temat francuskich korzeni rodziny. Rodzina Rockefellerów miała wywodzić swój rodowód od francuskich hugenotów o nazwisku Rochefeuille lub Rocquefeuille, którzy w 1685 wyemigrowali z Langwedocji i osiedlili się w Niemczech niedaleko Koblencji. W 1720 przodek ojca Johna D. Rockefellera wyemigrował stamtąd do Ameryki Północnej. Późniejsze badania wykazały niemieckie pochodzenie nazwiska sięgające aż do XVII wieku. Wtedy to Johann Peter Rockefeller (ochrzczony 27 września 1682 w kościele protestanckim w Rengsdorf) wyemigrował w 1723 z Altwied (obecnie część Neuwied w Nadrenii-Palatynacie) z trójką swoich dzieci i osiadł w Germantown w Pensylwanii. Nazwa Rockenfeller (niem. z Rockenfeld) odnosi się do miejscowości Rockenfeld w dystrykcie Neuwied. Do dziś w tym rejonie jest wielu mieszkańców noszących nazwisko Rockenfeller.
Matka Johna D. Rockefellera, Eliza Davison miała mieć pochodzenie szkocko-irlandzkie.

### Małżeństwo
W 1864 Rockefeller poślubił Laurę Celestię „Cettie” Spelman (1839–1915), córkę Harveya Buell Spelmana oraz Lucy Henry. John D. Rockefeller powiedział kiedyś: Jej osąd był zawsze lepszy od mojego. Bez jej mądrych rad, byłbym biednym człowiekiem.
Mieli cztery córki i jednego syna:

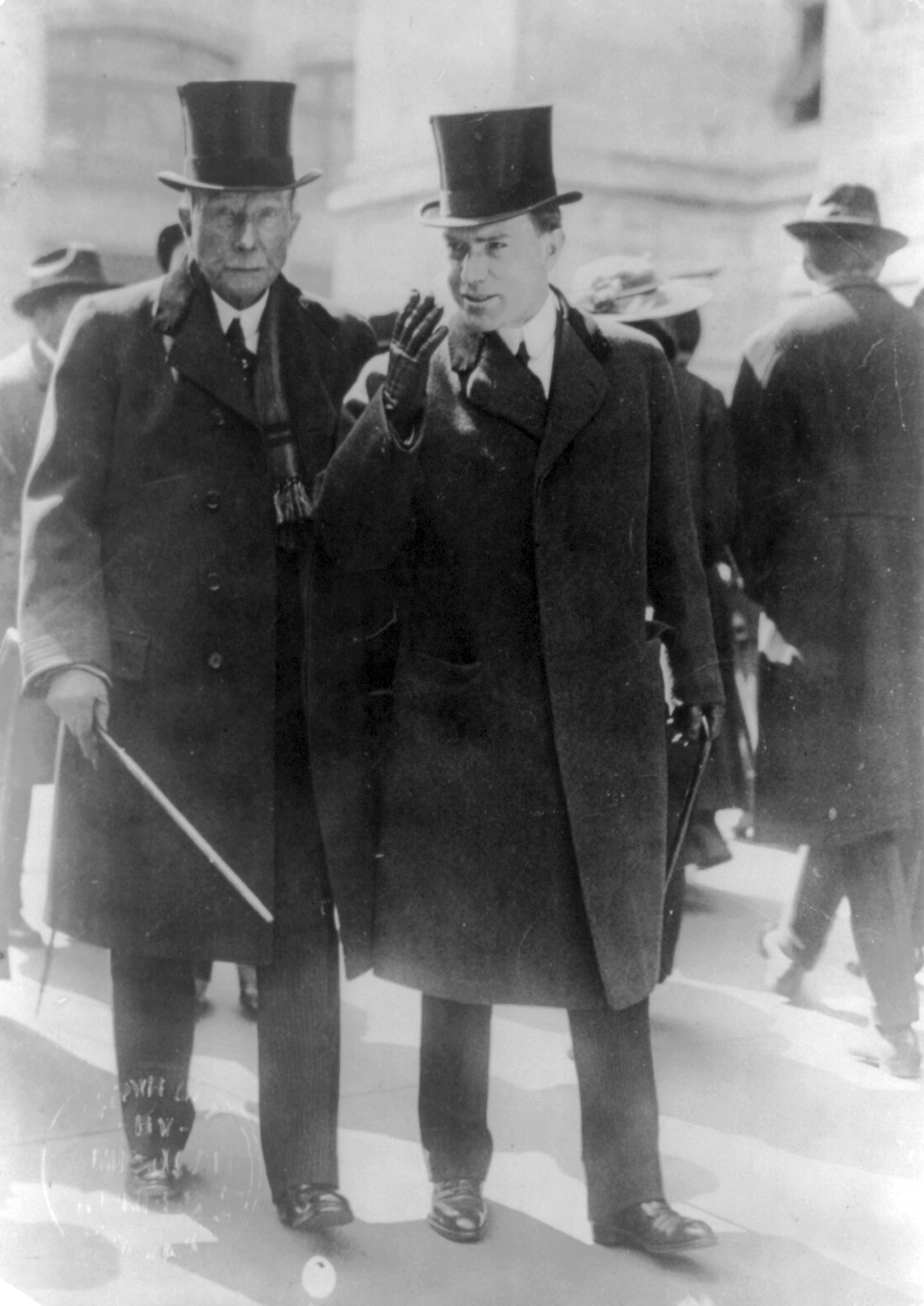
John D. Rockefeller z synem

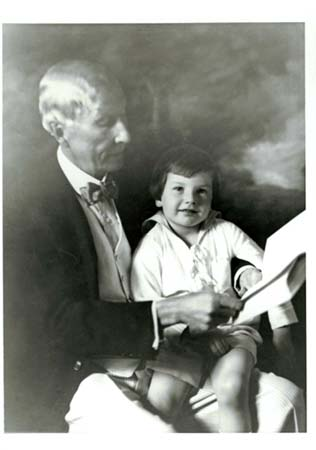
John D. Rockefeller z wnukiem Davidem Rockefellerem

- Elizabeth „Bessie” Rockefeller (23 sierpnia 1866 – 14 listopada 1906)
- Alice Rockefeller (14 lipca 1869 – 20 sierpnia 1870)
- Alta Rockefeller (12 kwietnia 1871 – 21 czerwca 1962)
- Edith Rockefeller (31 sierpnia 1872 – 25 sierpnia 1932)
- John Davison Rockefeller Jr. (29 stycznia 1874 – 11 maja 1960)

Bogactwo zgromadzone przez Rockefellera w ciągu całego swojego życia oddziaływało na aspiracje biznesowo-polityczne całej rodziny w ciągu XX stulecia. Drugi syn Johna. D. Rockefellera Jr., a wnuk Seniora- Nelson Aldrich Rockfeller, był gubernatorem Nowego Jorku z ramienia Partii Republikańskiej oraz 41 wiceprezydentem Stanów Zjednoczonych. Czwarty syn Winthrop Aldrich Rockefeller był gubernatorem stanu Arkansas, także jako członek Partii Republikańskiej. Najmłodszy syn- David Rockefeller był przez 20 lat CEO banku Chase Manhattan (obecnie część JPMorgan Chase). Najstarszy wnuk- John D. Rockefeller 3rd. przejął po ojcu zarządzanie filantropijnymi przedsięwzięciami rodziny. Wnuk, Laurance  Rockefeller został działaczem ruchu na rzecz ochrony przyrody. Prawnuk John Davison „Jay” Rockefeller IV piastował z ramienia Partii Demokratycznej urząd senatora ze stanu Zachodniej Wirginii od 1985 do 2015, a wcześniej był gubernatorem tego stanu. Winthrop Paul Rockefeller przez 10 lat był zastępcą gubernatora stanu Arkansas.

## Poglądy religijne
John D. Rockefeller urodził się w Richford w stanie Nowy Jork. Miejscowość ta była częścią obszaru USA, który nazywano burned-over district. Był to obszar stanu Nowy Jork, na którego terenie zaznaczyły silnie swoją obecność nowe ruchy ewangelizacyjne, którym historia protestantyzmu dała nazwę Drugiego Wielkiego Przebudzenia. Ruch ten spowodował odchodzenie od tradycyjnych protestanckich wyznań wiary ukształtowanych w USA we wcześniejszym okresie, na rzecz nowych ruchów, głoszących jeszcze bardziej potrzebę indywidualnego odczuwania wiary, takich jak Baptyści, Mormoni lub Adwentyści oraz nawołujący wiernych do podążania za takimi ideałami jak ciężka praca, modlitwa oraz czynienie dobrych uczynków, które w konkluzji miały doprowadzić do zbudowania Królestwa Bożego na Ziemi.
Od wczesnych lat swojego życia John D. Rockefeller uczęszczał na nabożeństwa wraz ze swoją matką i rodzeństwem do lokalnego kościoła Baptystów – Erie Street Baptist Church (później przemianowany na Euclid Avenue Baptist Church). Był to niezależny zbór, który z czasem stał się częścią Północnej Konwencji Baptystów w latach 1907–1950. Obecnie jest częścią Zrzeszenia Amerykańskich Kościołów Baptystycznych w USA (American Baptis Churches USA). Eliza Davison będąc głęboko wierzącą i zdyscyplinowaną kobietą miała niebagatelny wpływ na ukształtowanie poglądów religijnych syna. Podczas nabożeństwa zachęcała go do oddawania części swoich pieniędzy na rzecz Kościoła. W ten sposób w społeczności lokalnych baptystów zaczął być kojarzony ze swej dobroczynności. Pewnego razu kaznodzieja zachęcał go słowami, zarób tyle pieniędzy ile tylko zdołasz, wtedy będziesz mógł oddać ile tylko zechcesz. Później w swoim życiu Rockefeller odrzekł: Był to ten moment, kiedy cały finansowy plan mojego życia stał się faktem. Umiejętność zarabiania pieniędzy była postrzegana przez niego jako dar od Boga.
Będąc zagorzałym północnym baptystą, Rockefeller czytał codziennie Biblię, uczestniczył w nabożeństwach dwa razy w tygodniu i prowadził własne studia biblijne wspólnie z żoną. Burton Folsom Jr. zanotował, czasem dawał dziesiątki tysięcy dolarów na rzecz wspólnot chrześcijańskich, ubiegając się w tym samym czasie o pożyczki wartości przekraczającej milion dolarów, aby móc rozwijać swoje przedsiębiorstwo. Jego filozofia życia wynikała z czysto biblijnych reguł. Szczerze wierzył w słowa zapisane w Ewangelii Łukasza (Łk 6, 38): Dawajcie, a będzie wam dane; miarę dobrą, natłoczoną, utrzęsioną i opływającą wsypią w zanadrza wasze. Odmierzą wam bowiem taką miarą, jaką wy mierzycie.
Rockefeller wspierał misje baptystyczne, fundował uniwersytety i mocno angażował się w życie swojego kościoła w Cleveland. Podróżując po południowych stanach wspierał dużymi sumami kościoły należące do Południowej Konwencji Baptystów, kościoły zrzeszające ludność czarnoskórą (am. Black churches) oraz inne chrześcijańskie wspólnoty religijne. Znana jest także historia o tym, jak kupił wolność kilku niewolnikom oraz wspomógł katolicki sierociniec. Wraz ze wzrostem swojej zamożności jego donacje stały się bardziej hojne, zwłaszcza jeżeli chodzi o lokalny kościół w Cleveland, który otrzymał w 1925 nową siedzibę.

## Kontrowersje prasowe
W chwili, gdy szczyt osiągnęła medialność osoby Johna D. Rockefellera jako najpotężniejszego w USA przedsiębiorcy w prasie zaczęły pojawiać się informacje na temat rodzinnych sekretów multimilionera. Joseph Pulitzer zaoferował nagrodę 8000 dolarów za dostarczenie informacji na temat ojca Johna D. Rockefellera, Billa ps. „Doc Rockefeller”, o którym było wiadomo jedynie, że żyje pod przybranym nazwiskiem. Dziennikarze pomimo wyznaczonej nagrody nie mogli uzyskać żadnych szczegółowych informacji na jego temat. Dopiero dwa lata po jego śmierci cała historia ujrzała światło dzienne.
Bill, podróżując po kraju jako szarlatan, czasem jako złotousty akwizytor lub okazjonalnie zielarz, nie mając formalnego wykształcenia medycznego, opuścił swoją właściwą rodzinę około 1855. Będąc nieprzerwanie do swojej śmierci w legalnym związku małżeńskim z Elizą Davison przybrał nazwisko William Levingston i ożenił się w Norwich, w prowincji Ontario w Kanadzie, z Margaret L. Allen (1834 – 1910). Zmarł w 1906, a jego pomnik wybudowany został ze środków finansowych jego drugiej żony.

## Filantropia
Początek działalności charytatywnej Rockefellera datuje się na czas, kiedy w wieku 16 lat znalazł swoją pierwszą pracę jako księgowy. Jak zanotował w swoim dzienniku, zdecydował się na przekazanie 6% swoich zarobków na cele charytatywne. Wartość ta wzrosła do 10%, w chwili gdy ukończył 20 lat. Wiele z jego wydatków na cele charytatywne było związanych ze wspólnotą religijną, do której należał. Jego kościół, który został później włączony do Północnej Konwencji Baptystów, która została uformowana z Amerykańskich Baptystów na Północy był związany z wcześniejszymi misjami mającymi na celu tworzenie szkół powszechnych i uniwersytetów dla ludności afroamerykańskiej, która uzyskała prawa obywatelskie w południowych stanach po zakończeniu wojny secesyjnej. Rockefeller uczestniczył w nabożeństwach co niedzielę. Będąc w podróży odwiedzał afroamerykańskie zbory baptystyczne, udzielając im okazjonalnie wsparcia finansowego. Z czasem, gdy jego zamożność wrosła, poszerzeniu uległy także dziedziny, które uzyskały jego wsparcie finansowe. Wspierał edukację, ochronę zdrowia, naukę i sztukę. Początkowo w sposobach zinstytucjonalizowania jego dobroczynności doradzał mu Frederick Taylor Gates (po 1891), a po 1897 również jego syn.
Na spotkaniu z indyjskim guru, Swami Vivekananda, rozmawiali na temat potrzeby większego zaangażowania w pomoc biednym i udręczonym społecznościom.
Rockefeller wierzył w amerykański Ruch Efektywności, znany w nauce o zarządzaniu jako Tayloryzm, argumentując to słowami, pomoc nieefektywnym, źle ulokowanym i niepotrzebnym szkołom jest marnotrawstwem … jest wysoce prawdopodobne, że wiele środków finansowych zostało zdefraudowanych na niemądre projekty edukacyjne, które mogły by zostać użyte do budowy narodowego systemu edukacji wyższej adekwatnej do naszych potrzeb, jeżeli pieniądze te zostały by odpowiednio ulokowane na każdym etapie realizacji.
Rockefeller i jego doradcy utworzyli system warunkowych dotacji dla instytucji edukacyjnych, które miały za zadanie efektywniejszą alokację środków finansowych. Otrzymujące je instytucje miały za zadanie wykazywać w jaki sposób wpłynęły one na ich bezpośrednich beneficjentów i w jaki sposób zostały wykorzystane dla dobra tych instytucji.
W 1884 Rockefeller dokonał głównych donacji na rzecz szkoły wyższej w Atlancie dla czarnoskórych kobiet, która przyjęła nazwę Spelman College (nazwana od nazwiska jego teścia, który był zagorzałym abolicjonistą przed wojną secesyjną). Najstarszy istniejący obiekt na terenie szkoły, Rockefeller Hall jest nazwany na cześć jej założyciela. Rockefeller dokonał także znaczącego wsparcia dla Uniwersytetu Denisona, którego fundatorem był farmer, William S. Denison. Pomoc uzyskały także w tym czasie inne szkoły baptystyczne.

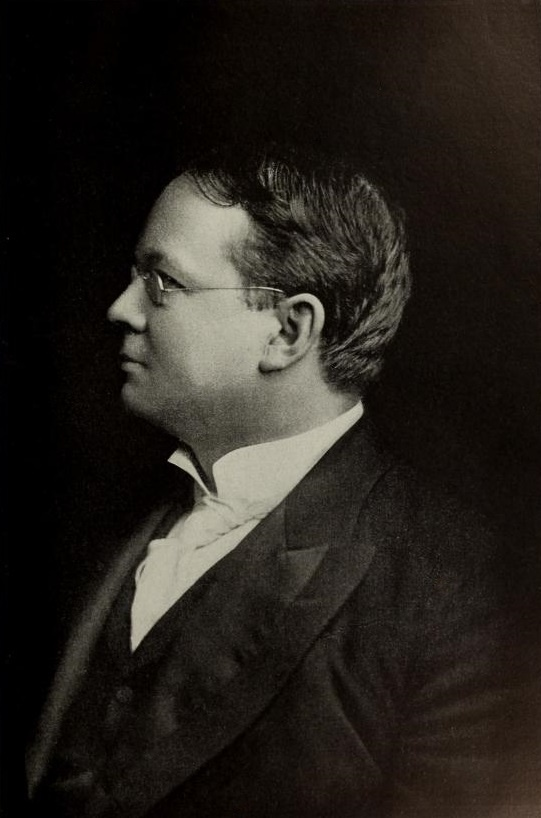
Portret Williama Raineya Harpera, pierwszego rektora Uniwersytetu Chicagowskiego

Rockefeller wsparł także kwotą 80 milionów dolarów Uniwersytet w Chicago, który pod kierownictwem Williama Raineya Harpera przemienił się z małego baptystycznego college’u w światowej klasy instytucję edukacyjną do roku 1900. Wspierał zagraniczną misję baptystów amerykańskich, która z inicjatywy Amerykańskiej Baptystycznej Społeczności Misjonarzy Zagranicznych (American Baptist Foreign Mission Society) utworzyła Centralny Uniwersytet na Filipinach w 1905, jako pierwszy baptystyczny i drugi amerykański uniwersytet w Azji.
Utworzona przez Rockefellera w 1903 Komisja Edukacji Powszechnej miała za zadanie promować edukację w kraju na wszystkich jej szczeblach. Będąc w ideologicznej łączności z historycznymi misjami Baptystów działała na rzecz rozwoju edukacji wśród ludności afroamrykańskiej zamieszkującej tereny Południa. Rockefeller wspierał edukację także na wschodnim wybrzeżu, dotując Uniwersytet Yale, Uniwersytet Harvarda, Uniwersytet Columbia, Uniwersytet Browna, Bryn Mawr College, Wellesley College oraz Vassar College.
Idąc za radą Gatesa, Rockefeller stał się jednym z pierwszych filantropów, wspierających rozwój medycyny. W 1901 utworzył Instytut Badań Medycznych w Nowym Jorku. Instytut został przemianowany w 1965, otrzymując nazwę Uniwersytetu Rockefellera, po tym, jak rozszerzył swoją misję o edukację wyższą. Naukowcy związani z Uniwersytetem Rockefellera byli laureatami 23 nagród Nobla. W 1909 Rockefeller utworzył Komisję Sanitarną, organizację, której głównym osiągnięciem było zlikwidowanie ognisk choroby wywoływanej przez tęgoryjca dwunastnicy na obszarach wiejskich południowych stanów USA. Generalna Komisja Edukacyjna miała ogromny wpływ na rozpowszechnienie Raportu Flexnera z 1910 poprzez finansowanie jego rekomendacji. Studium opracowane pod egidą Fundacji Andrew Carnegie’go na rzecz Rozwoju Szkolnictwa, miało rewolucyjny wpływ na organizację studiów medycznych w USA.
W 1913 Rockefeller utworzył własną fundację, mającą na celu kontynuację i rozszerzenie działań zakreślonych przez Komisję Sanitarną. Komisja Sanitarna pracowała jeszcze dwa lata i w 1915 została zamknięta. W tym czasie Rockefeller przeznaczył na cele statutowe fundacji 250 milionów dolarów. Nowa organizacja miała za zadanie skupić się na wspieraniu rozwoju takich dziedzin jak ochrona zdrowia publicznego, instruktaż medyczny oraz sztuka. Z funduszy fundacji została założona szkoła wyższa, Johns Hopkins School of Hygiene and Public Health, pierwsza tego typu szkoła w USA. Fundacja rozwinęła swoją działalność poza Stanami Zjednoczonymi, tworząc w Pekinie College Medyczny Pomagała także w zniesieniu skutków I wojny światowej. Rockefeller zatrudnił w fundacji Williama Lyona Mackenzie Kinga, polityka kanadyjskiego jako doradcę ds. relacji biznesowych. W latach 20. XX wieku Fundacja Rockefellera rozpoczęła międzynarodową kampanię przeciwko chorobie przenoszonej przez tęgoryjca dwunastnicy poprzez utworzenie Wydziału ds. Międzynarodowego Zdrowia (International Health Division). Kampania zaangażowała do wspólnej pracy przedstawicieli władzy i pracowników medycznych.
Czwartą organizacją dobroczynną Rockefellera była założona w 1918 Fundacja Pamięci Laury Spelman Rockefeller. Dzięki niej Rockefeller wspierał badania społeczne. Później została włączona do Fundacji Rockefellera. W sumie John D. Rockefeller przeznaczył około 550 milionów dolarów na cele charytatywne.
W późniejszym okresie swojego życia Rockefeller był znany z tego, że rozdawał przechodniom monety – dorosłym srebrne, dzieciom niklowe. Znana jest zabawna historia, kiedy podarował kilka monet jednemu z bardziej zamożnych przechodniów, Harveyowi Firestone’owi.

## Dom na Florydzie
Henry Flagler, jeden ze współzałożycieli Standard Oil Co., wspólnie z Rockefellerem kupił Hotel Ormond w 1890 w miejscowości Ormond Beach na Florydzie. Stało się to w dwa lata po jego otwarciu. Flagler rozbudował go tak, aby mógł pomieścić 600 gości. Hotel stał się wkrótce częścią serii hoteli Pozłacanego Wieku, które dostarczały usługi cateringowe dla podróżujących koleją Flaglera, Florida East Coast Railway. Jednym z gości jego hotelu był właśnie John D. Rockefeller, który odwiedził Hotel Ormond po raz pierwszy w 1914. Rockefeller lubił Ormond Beach tak bardzo, że po czterech sezonach spędzonych w hotelu zdecydował się zakupić dla siebie dom w tej miejscowości, „The Casements”. Była to jego zimowa posiadłość na czas spokojnej starości. Dom został jednak sprzedany przez spadkobierców Rockefellera w 1939, a następnie został kupiony przez miasto w 1973. Obecnie służy jako centrum kulturalne oraz jest najbardziej rozpoznawalnym obiektem historycznym miasta.

## Spuścizna

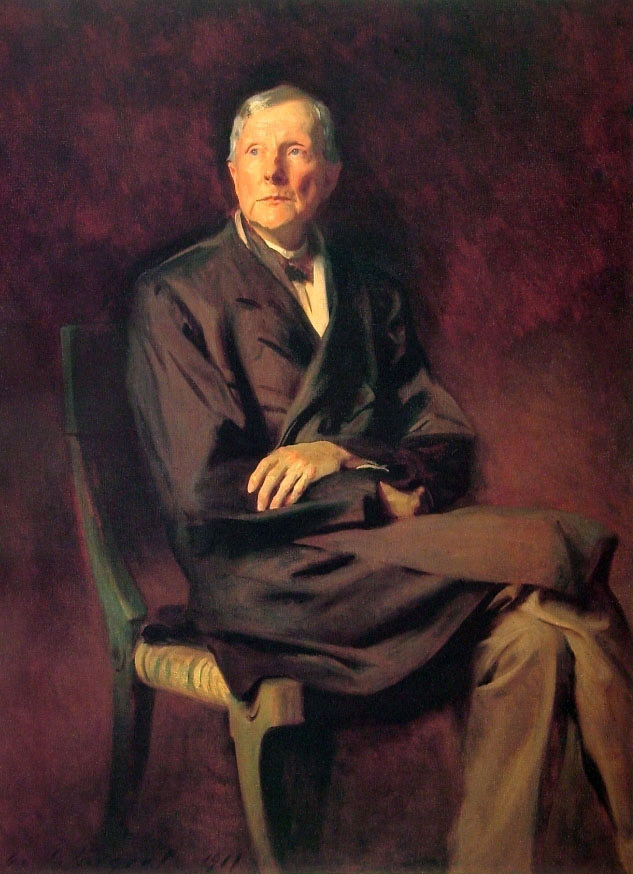
Portret Johna D. Rockefellera, 1917

Długa i kontrowersyjna kariera Johna D. Rockefellera w przemyśle naftowym szła w parze z jego tak samo długą i znaczącą dla rozwoju amerykańskiej edukacji i nauki karierą w filantropii. Jego postać to amalgamat doświadczeń przeciwników, jak i zwolenników jego metod działania i rozmachu z jakim wprowadził amerykańskie społeczeństwo w XX wiek. Wiele osób mających z nim bezpośredni kontakt zbankrutowało, wielu dzięki jego wizji zarządzania organizacjami biznesowymi zgromadziło fortuny i zostało współtwórcami potęgi Standard Oil Company jako menedżerowie lub akcjonariusze. Rockefeller zazwyczaj proponował udziały w swojej firmie jako zapłatę za przejęcie osamotnionych biznesów, które nie mogły pozwolić sobie na zastosowanie efektów skali w swojej działalności, tak jak firmy Rockefellera. Z drugiej strony była rzesza polityków i dziennikarzy. Niektórzy z nich wspierali interesy Rockefellera, inni wychodząc im naprzeciw jako muckrakers, określali wszystkich ówczesnych potentatów przemysłowych jako baronów rabusiów, przybliżając ich postacie bardziej do średniowiecznych niemieckich rycerzy-rabusiów niż osób pobożnych, stosujących honorowe zasady w życiu gospodarczym.
Biograf Allan Nevins, odpowiadając oponentom Rockefellera, doszedł do konkluzji:
Dojście do wielkiego bogactwa ludzi związanych ze Standard Oil, nie wynikło z biedy. Zdarzenie to nie miało nic z nagłości pojawienia się meteoru na niebie, było rezultatem ponad 25 letniej odważnej pracy w środowisku biznesowym pełnym ryzyka, którego duża większość ówczesnych kapitalistów starała się uniknąć, mozolnych starań, a przede wszystkim było rezultatem mądrego i dalekowzrocznego planowania stosowanego później w każdej innej dziedzinie amerykańskiego przemysłu. Fortuny zbudowane dzięki ropie naftowej w 1894 nie przewyższały tych zgromadzonych w tym samym czasie dzięki stali, działalności bankowej czy kolejom. Z tym że, ciągle utrzymuje się, iż magnaci naftowi zgromadzili swoje majątki poprzez zawłaszczenie „cudzej własności”, co tak zwraca naszą uwagę. Mamy wiele dowodów na to, że konsekwentną polityką Rockefellera było zaoferowanie w granicach rozsądku, uczciwych warunków wykupu konkurencyjnych firm za gotówkę, akcje lub oba walory. Jeden z niezależnych historyków stwierdził w końcu, że Rockefeller był zdecydowanie „bardziej ludzki wobec konkurencji” niż Andrew Carnegie. Inny doszedł do konkluzji, że jego bogactwo było najmniej splamione ze wszystkich wielkich fortun jego epoki.
Biograf Ron Chernow napisał o Rockefellerze:
To co czyni go problematycznym, i dlaczego ciągle wzbudza ambiwalentne reakcje, wynika z tego że jego dobra strona była tak samo dobra jak jego zła strona była zła. Rzadko historia tworzy tak sprzeczne osobowości .
Pomimo pozytywnych, jak i negatywnych aspektów jego życia publicznego, Rockefeller może być definitywnie zapamiętany jako najbogatszy człowiek w historii świata. W 1902 audytorzy wykazali, że jego majątek miał wartość około 200 milionów dolarów. Dla porównania, całkowita wartość produktu narodowego brutto USA w tym czasie wyniosła 24 miliardy dolarów. Wartość jego majątku rosła z roku na rok, zwłaszcza po tym, gdy radykalnie wzrósł popyt na benzynę, osiągając około 900 milionów dolarów w przeddzień I wojny światowej. Na tę sumę składały się udziały w bankach, stoczniach, kopalniach, kolejach i innych sektorach gospodarki. Idąc za informacjami, które zamieścił w nekrologu New York Times, szacuje się, że pan Rockefeller, przechodząc na emeryturę, miał 1 500 000 000 dolarów zysku wypracowanego przez Standard Oil Trust i inne inwestycje. Była to prawdopodobnie największa wartość majątku, jaką pojedynczy obywatel państwa zdołał kiedykolwiek zgromadzić dzięki swoim własnym wysiłkom. Od czasu jego śmierci w 1937 fortuna Rockefellera pozostająca w rękach jego spadkobierców w formie różnych udziałów w firmach wydzielonych z Trustu była szacowana na 1,38 miliarda dolarów, podczas gdy całkowity produkt narodowy brutto USA w tym czasie wyniósł 92 miliardy dolarów. Ogólna wartość majątku Rockefellera w ostatnich dekadach jego życia uczyniła go najzamożniejszą osobą w niedawnej historii świata. Żadna ze współczesnych fortun amerykańskich, włączając w to majątek Billa Gatesa lub Sama Waltona, nie może się równać z udziałem majątku Rockefellera w produkcie narodowym brutto USA, który w 1937 osiągnął 1,5%.
Rockefeller, kończąc 86 lat, napisał w wierszowanej formie podsumowanie swojego długiego i bogatego w zdarzenia i ludzi życia:
Byłem wcześnie obeznany z pracą, jak i z grami,

Moje życie było długimi, szczęśliwymi wakacjami;

Mnóstwo pracy i zabaw morze,

Porzuciłem zmartwienia gdzieś tam w drodze;

I Bóg był dla mnie dobry co dzień.